# بن ميي
بنيامين توماس ميي (بالإنجليزية: Benjamin Thomas Mee)‏ (مواليد 21 سبتمبر 1989 في مانشستر، إنجلترا - ) هو لاعب كرة قدم إنجليزي، يلعب في مركز الدفاع لصالح نادي برينتفورد في الدوري الإنجليزي الممتاز.

## وصلات خارجية
بن ميي على موقع الاتحاد الأوربي (الإنجليزية)
- بن ميي على موقع قاعدة بيانات كرة القدم.إي يو (الإنجليزية)
- بن ميي على موقع Soccerbase.com (لاعب) (الإنجليزية)
- بن ميي على موقع Soccerway.com (الإنجليزية)
- بن ميي على موقع عالم كرة القدم.نت (الإنجليزية)
- بن ميي على موقع AS.com (الإسبانية)